# Best of (album de Suprême NTM)
Pour les articles homonymes, voir Best of.
Albums de Suprême NTM
Le Clash
(2001) On est encore là : Bercy 2008
(2009)
Best of est la seconde compilation du groupe de rap français Suprême NTM, sortie en 2007. On y retrouve les titres phares du groupe. Une édition limitée contient un DVD avec un live inédit à Avenches en Suisse lors du festival Rock Oz’Arènes le 15 août 1996 (et non à Avranches en Normandie, comme
mentionné sur le disque, ville qui n’a jamais accueilli NTM).

## Listes des titres

### CD
1. Intro (Zénith '98) (Kool Shen / Madizm)
2. Seine Saint Denis Style (Kool Shen - JoeyStarr / Daddy Jokno)
3. Laisse pas traîner ton fils (Kool Shen - JoeyStarr / Sulee B Wax)
4. C'est arrivé près de chez toi (Kool Shen - Joeystarr - Jaeyez / DJ Spank)
5. Ma Benz (Kool Shen - JoeyStarr - Lord Kossity / DJ Spank - JoeyStarr)
6. Pose ton gun (Kool Shen - JoeyStarr / Willie Gunz)
7. That's My People (Kool Shen / Sully Sefil)
8. Intro (Paris sous les bombes) (DJ Clyde - DJ Max)
9. Tout n'est pas si facile (Kool Shen - JoeyStarr / DJ Clyde - DJ Max)
10. Qu'est-ce qu'on attend (Kool Shen - JoeyStarr / LG Experience)
11. Pass pass le oinj (Zénith '98) (Kool Shen - JoeyStarr - Badreak - Al.X / DJ Clyde - DJ Max)
12. Affirmative Action Remix (Nas - Kool Shen - JoeyStarr / Kool Shen - Poke and Tone - Dave Atkinson)
13. La Fièvre (Kool Shen - JoeyStarr / DJ Clyde - DJ Max)
14. Plus jamais ça (Kool Shen - JoeyStarr / Lucien)
15. J'appuie sur la gâchette (Kool Shen - JoeyStarr / DJ S)
16. Police (Kool Shen - JoeyStarr / DJ S)
17. Qui paiera les dégâts ? (Zénith '98) (Kool Shen / The Beatnuts)
18. Test des micros (Kool Shen - JoeyStarr)
19. Authentik Remix (Kool Shen - JoeyStarr / DJ S)
20. Soul Soul (Kool Shen / DJ S)
21. Le monde de demain (Kool Shen - JoeyStarr / DJ S)
22. Outro (Paris sous les bombes) (Kool Shen - JoeyStarr / LG Experience)

### DVD

#### Live àAvenches1997
1. Intro (c'est de la bombe bébé) (Kool Shen - JoeyStarr / Kool Shen - JoeyStarr)
2. Pass pass le oinj (Kool Shen - JoeyStarr - Badreak - Al.X / DJ Clyde - DJ Max)
3. Check The Flow (Kool Shen - JoeyStarr - Lucien / LG Experience)
4. Paris sous les bombes (Kool Shen - JoeyStarr / Lucien)
5. Qu'est-ce qu'on attend (Kool Shen - JoeyStarr / LG Experience)
6. Popopopop (Kool Shen - JoeyStarr / Solo)
7. Qui paiera les dégâts ? (Kool Shen / The Beatnuts)

#### Titres rares
1. Aiguisé comme une lame (Daddy Mory - Big Red - Kool Shen - JoeyStarr)
2. Come again 2 (remix) (Kool Shen - Joeystarr / LG Experience)
3. Boogie Man (JoeyStarr - Kool Shen / DJ S)
4. Check The Flow (Kool Shen - JoeyStarr - Lucien / LG Experience)
5. Almighty NTM remix (remixé par DJ Weedim)
6. C'est de la bombe bébé (remix) (remixé par Ko et Pedro)

Note
Un titre bonus est téléchargeable sur le site de NTM. Ce titre nécessite un code fourni dans l'édition limitée du best of.